# Caulleriella glabra
Caulleriella glabra är en ringmaskart som beskrevs av José María Alfono Félix Gallardo 1968. Caulleriella glabra ingår i släktet Caulleriella och familjen Cirratulidae. Inga underarter finns listade i Catalogue of Life.